# Euceros chinensis
Euceros chinensis là một loài tò vò trong họ Ichneumonidae.